# Louis Lambert (personnage)
Pour les articles homonymes, voir Louis Lambert et Lambert.
Pour le roman, voir Louis Lambert.
Louis Lambert, né en 1797 à Montoire-sur-le-Loir, est un personnage de La Comédie humaine d'Honoré de Balzac. Son histoire est racontée par un narrateur dont il est aussi l'ami. Il apparaît principalement dans Louis Lambert.
D'origine modeste, il manifeste très tôt un goût pour l'étude que ses parents ne contrarient pas. Pour lui permettre d'échapper à la conscription, ils l'envoient chez son oncle maternel, l'abbé Lefebvre à Mer, espérant faire de lui un ecclésiastique.
En 1811, grâce à la protection de Germaine de Staël, Louis entre chez les Oratoriens de Vendôme, où il côtoie entre autres Jules Dufaure. Madame de Staël le considère comme un génie et un voyant, tandis que ses camarades le surnomment « Pythagore ». Avec le narrateur, ils forment un duo surnommé par les élèves « Pythagore et le poète ».
Louis Lambert développe pour son ami les théories d'Emanuel Swedenborg. Ce grand penseur est considéré comme un mauvais écolier par le père Haugoult qui lui retire brutalement un texte sur lequel il travaille avec acharnement, le Traité de la volonté. À la fois mathématicien et philosophe, Louis Lambert s'attire les moqueries de ses camarades, à l'exception de son ami (le narrateur) avec lequel il fait une excursion au château de Rochambeau parce qu'il a eu la vision de ce château en rêve.
En 1813, il quitte le collège et se rend à Paris pour revoir madame de Staël. Il devient vers cette époque ami des membres du Cénacle dont il sera président dans Illusions perdues.
De retour à Blois, en 1820, il tombe éperdument amoureux de Pauline Salomon de Villenoix à laquelle il envoie des lettres enflammées. Louis donne alors déjà des signes de folie. Il a des crises de catalepsie, il tente de se castrer lui-même. Il est emmené dans la maison de santé du docteur Esquirol à Paris, puis ramené par sa fiancée près de Blois.
Pendant les périodes de rémission, Pauline et Louis voyagent en Bretagne, au Croisic.
En 1822, les amis du Cénacle reçoivent de très mauvaises nouvelles : le cas de Louis s'est encore aggravé. Il ne reconnaît plus son ami le narrateur, il a des accès de démence et il meurt le 25 septembre 1824, sans avoir pu épouser sa bien-aimée, Pauline, qui lui voue une admiration sans borne. Après sa mort, Pauline s'efforce de rassembler les écrits de son fiancé.
Louis Lambert  apparaît aussi dans deux ébauches rattachées à La Comédie humaine :
- Aventure administrative d'une idée heureuse
- Un caractère de femme
- Un drame au bord de la mer

Pour les références, voir :